# Wojskowe Biuro Historyczne im. gen. broni Kazimierza Sosnkowskiego
Wojskowe Biuro Historyczne im. gen. broni Kazimierza Sosnkowskiego – instytucja publiczna zajmująca się badaniem dziejów Wojska Polskiego.

## Powstanie
4 stycznia 2016 Minister Obrony Narodowej Antoni Macierewicz powołał dr hab. Sławomira Cenckiewicza na stanowisko Pełnomocnika Ministra Obrony Narodowej ds. Reformy Archiwów Wojskowych oraz pełniącego obowiązki Dyrektora Centralnego Archiwum Wojskowego.
Na podstawie Decyzji nr 127/MON Ministra Obrony Narodowej z 21 kwietnia 2016 4 czerwca 2016 zostało utworzone Wojskowe Biuro Historyczne im. gen. broni Kazimierza Sosnkowskiego. Nowa instytucja powstała z połączenia Centralnego Archiwum Wojskowego, które stało się komórką wewnętrzną Biura oraz Wojskowego Biura Badań Historycznych, które wcześniej wchodziło w skład Wojskowego Centrum Edukacji Obywatelskiej (wraz z pismem „Przegląd Historyczno-Wojskowy”). WBH są też podległe archiwa wojskowe: w Nowym Dworze Mazowieckim, w Oleśnicy, w Toruniu i w Gdyni.
Nazwą WBH nawiązuje do placówki o nazwie Wojskowe Biuro Historyczne, która istniała w latach 1927–1939.

## Działalność
Wojskowe Biuro Historyczne zajmuje się organizacją i funkcjonowaniem wojskowej sieci archiwalnej, kształtowaniem i ewidencją tego zasobu. Udostępnienia materiały archiwalne, prowadzi badania naukowe, kwerendy archiwalne, organizuje konferencje. Posiada też własne wydawnictwo.
Dyrektorem WBH w latach 2016–2023 był Sławomir Cenckiewicz. Od 2024 r. dyrektorem jest Grzegorz Motyka.

## Struktura WBH[3]
- Kierownictwo
  - Wydział Badań Historycznych
    - Sekcja Badań nad Wojskiem do 1945 roku
    - Sekcja Badań nad Wojskiem po 1945 roku

  - Wydział Administracyjno-Personalny
  - Wydział Ochrony Informacji Niejawnych
    - Kancelaria Tajna

  - Centralne Archiwum Wojskowe
    - Wydział Informatyzacji i Digitalizacji Zasobu
      - Sekcja Informatyzacji i Digitalizacji Zasobu
      - Sekcja Przechowywania Zasobu
      - Pracownia Konserwacji

    - Wydział Opracowywania Zasobu
      - Pracownia Zbiorów Specjalnych
      - Sekcja Opracowywania

    - Wydział Informacji Naukowej i Udostępniania Zasobu
      - Sekcja Kwerend
      - Pracownia Naukowa
      - Pracownia Informacji Naukowej

    - Wydział Ewidencji i Kształtowania Zasobu
    - Archiwum Wojskowe w Nowym Dworze Mazowieckim
    - Archiwum Wojskowe w Oleśnicy
    - Archiwum Wojskowe w Toruniu
      - Archiwum Wojskowe w Gdyni